# Мохадос
Мохадос (ісп. Mojados) — муніципалітет в Іспанії, у складі автономної спільноти Кастилія-і-Леон, у провінції Вальядолід. Населення — 3348 осіб (2010).
Муніципалітет розташований на відстані близько 140 км на північний захід від Мадрида, 25 км на південь від Вальядоліда.

## Демографія
Динаміка населення (INE ):